# Kolibri (zeilboot)
De Kolibri  is een klein type kajuit-zeiljacht van Nederlandse origine. De boot heeft een kiel met 255 kg ballast en is vrijwel geheel uit hout vervaardigd. Tegenwoordig zijn er ook Kolibri's met een polyester romp.

## Geschiedenis
In 1963 werd het type door G.A. Pfeiffer ontworpen en sinds 1964 worden ze door de werf van Antoon van den Brink gemaakt. De eerste Kolibri verscheen op de consumentenbeurs HISWA in 1964. Veel Kolibri's werden als bouwpakket geleverd.
Het standaardtype is de Kolibri 560 (met een lengte van 5 meter 60). Later werden langere versies gemaakt, waarvan de Kolibri 700 (vd Stadt 1979-1985) en Kolibri 900 (vanaf 1985) zeer gangbare modellen waren.
Nederlandse Kolibrizeilers zijn verenigd in de Vereniging van Kolibri Zeilers (VKZ).

## Typen
- Kolibri 1100
- Kolibri 950
- Kolibri 900
- Kolibri 800
- Kolibri 700
- Kolibri 660
- Kolibri 6.5 (nieuw)
- Kolibri 620
- Kolibri 560